# 班塔克 (亞利桑那州)
班塔克（英語：Pan Tak）是位於美國亞利桑那州皮馬縣的一個非建制地區。該地的面積和人口皆未知。

## 地理
班塔克的座標為32°00′42″N 111°33′55″W / 32.01167°N 111.56528°W，而該地的平均海拔高度為1040米（即3412英尺）。